# 大韓民国臨時政府

大韓民国臨時政府
대한민국 임시정부 (韓国語)

国の標語: 대한독립만세（朝鮮語）
大韓獨立萬歲国歌: 애국가（朝鮮語）
愛国歌
 
1945年に日本に占領、支配されるまで政府が主張していた領土を示した朝鮮半島の地図

国璽（2004年発行の小説の表紙イラスト）

大韓民国臨時政府（だいかんみんこくりんじせいふ、朝鮮語ハングル表記: 대한민국 임시정부、朝鮮語チョソングル表記: 상해림시정부）は、1919年（大正8年）の日本統治時代の朝鮮で起こった三・一運動後、海外で朝鮮の独立運動を進めていた活動家李承晩・呂運亨・金九らによって、同年4月11日中華民国の上海市で結成された朝鮮民族の組織である。中国国民党支援を受けるために国民党傘下に属し、軍事さえも1945年5月まで国民党の中国軍事委員会の下部組織であった。そのため、国民党と共に日中戦争勃発後は所在地を上海から重慶に移した。たえまない党派間の対立と連合を続けていたため、蔣介石や国民党が党派間の融和や指導を行っていた。戦後の国共内戦後に中国国内では「光復軍は中国共産党の支援を得て重慶に設立された」と改変されている。1945年、アメリカ軍政庁により解体された。
1987年の大韓民国（韓国）の現行憲法の前文には「大韓国民は3・1運動で成立した大韓民国臨時政府の法統」と「4・19民主理念」を継承するとあり、大韓民国臨時政府を現・大韓民国の前身と位置づけている。ただし当時の臨時政府は国際的な承認を得られておらず、この見解には異論も存在する（後述）。
韓国政府は、2018年4月13日の臨時政府樹立99周年記念式典において、それまで4月13日とされていた臨時政府樹立日を、翌2019年より国号と臨時憲章を制定し内閣を構成した4月11日に変更することを明らかにし、法改正が行われた。
2020年4月11日の第101周年大韓民国臨時政府樹立記念式は、ソウル特別市西大門区に建設される臨時政府記念館の起工式を兼ねた。記念館は2022年3月1日に完成し、翌2日より一般公開された。

## 名称の由来
『大韓民国』という名称は、1919年4月10日開催の臨時議政院で決められた。『大韓』は、朝鮮史上最後の独立国家（当時）だった大韓帝国の国号に由来しており、政体を表す部分を『帝国』から共和制国家を意味する漢語の『民国』へと変更している。『大韓』の使用に対し、当初は呂運亨が「朝鮮亡国時の国号をあえて復活させることは無い」として反対していた。だが、一方で申錫雨が「『大韓』で滅んだのだから、『大韓』で（国を）興すべきである。（『大韓』は）日本に奪われた国号なのだから、必ず取り返さなければならない。」と主張し、意見が対立した。そして、最終的に臨時議政院参加者の多数が申錫雨の意見に賛同したため、臨時政府の名称は『大韓民国』になった。

## 創設
三・一独立運動後、独立運動の継続と拡大のため、内外各地で政府樹立の計画が進められていた。
当時、上海には多くの朝鮮人独立運動家が集結していたが、彼らは臨時議政院を設立し、李承晩を首班とする閣僚を選出、臨時憲章を制定し、1919年4月、大韓民国臨時政府の樹立を宣言した。共和制を目指し、初代大統領には李承晩がついた。同じころ、朝鮮半島では天道教系の大韓民間政府や朝鮮民国臨時政府、ほとんど実体を持たない平安道の新韓民国、京城の臨時政府、シベリアに大韓国民議会など独立派の組織が樹立されたが、やがて上海の臨時政府に統合されていく。1937年8月、南京において、韓国国民党（金九）・韓国独立党（洪震）・朝鮮革命党（池青天）などの韓国独立運動団体が合流して、臨時政府の基盤となる韓国光復運動団体聯合会が設立された。

## 活動

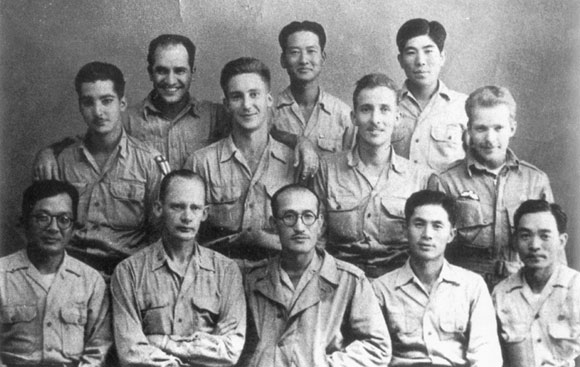
イーグル・プロジェクトに従事した米韓の将校たち

1919年6月、内務総長に安昌浩が着任し、連通制（朝鮮内地との秘密連絡網）の組織化や機関紙『独立新聞』の発行。各種の宣伝活動が展開された。1922年1月から翌月までモスクワで開かれた「東方被圧迫民族大会」に呂運亨ら幹部が参加し、ウラジーミル・レーニンから独立運動の支援を取り付けた。
臨時政府はシベリア派と上海派の対立、安昌浩等の「民力養成論」派と李東輝等の「即戦即決論」派の対立。さらに李承晩と安昌浩の対立など、指導者間の対立によって混乱し、1923年の国民代表会議の決裂以降は急速に勢力が弱まった。
1925年の李承晩臨時政府大統領の弾劾以降、金九が指導者の地位に就く。金九は金元鳳と連名で「同志同胞諸君に送る公開通信」を発表し、中国国民政府の蒋介石の庇護を受けることに成功する。
我々は過去数十年間、わが民族運動史上に派閥抗争による惨憺たる失敗の経験と、目前に中国民族の最後の必勝に向い邁進している民族的総団結の教訓から、従来犯した種々の誤謬錯誤を痛感し、ここに両人は神聖なる朝鮮民族解放の大業を完成するため、将来同心協力することを同志同胞諸君の前に告白する。
金九は活動の拠点を南京から湖南省長沙に移し、1938年から中国国民政府から毎月2000元の資金援助を受けると共に、国民政府の介入を利用して主導権を強めた。 1940年、中国国民政府は金九の要請に応じて、重慶市郊外の土橋地区に韓国人居住区を用意し、韓国臨時政府は上海から拠点を移動した。 1941年12月9日、対日宣戦布告をするが、これは日本政府に布告文書は通達されておらず、実効性は全く無かった。1942年、蒋介石の指示により、独立運動の分派である朝鮮民族革命党の軍事組織である朝鮮義勇隊が臨時政府に合流し、軍部の統一が実現した。 その後、アメリカ戦略事務局(OSS)と協約を結び、光復軍の特務工作訓練「イーグル・プロジェクト（Eagle Project、독수리 작전）」を開始し、3月にアルバート・ウェデマイヤー中国戦区司令官の最終承認を得た。クライド・サージェント（Clyde Sargent）大尉の下、5月1日から8月4日まで西安飛行場で本格的な訓練を実施した。8月9日には金九とウィリアム・ドノバンの訪問を受け、侵入部隊を率いるウィリアム・バード（William Bird）中国戦区OSS副司令官は隊員らに出撃待機を命令したが、8月10日に突如、日本のポツダム宣言受諾の報に触れることとなり、OSSと光復軍は作戦変更を余儀なくされた。
朝鮮半島が日本の統治から解放された1945年直後に帰国した大韓民国臨時政府の金九派の幹部は、韓国民主党ら国内の民族主義指導者との会合において、「国外で独立運動に献身した者の以外は、就中、日帝治下の朝鮮半島で生きていた者なんぞは、全員親日派だ」と罵った。

## 組織

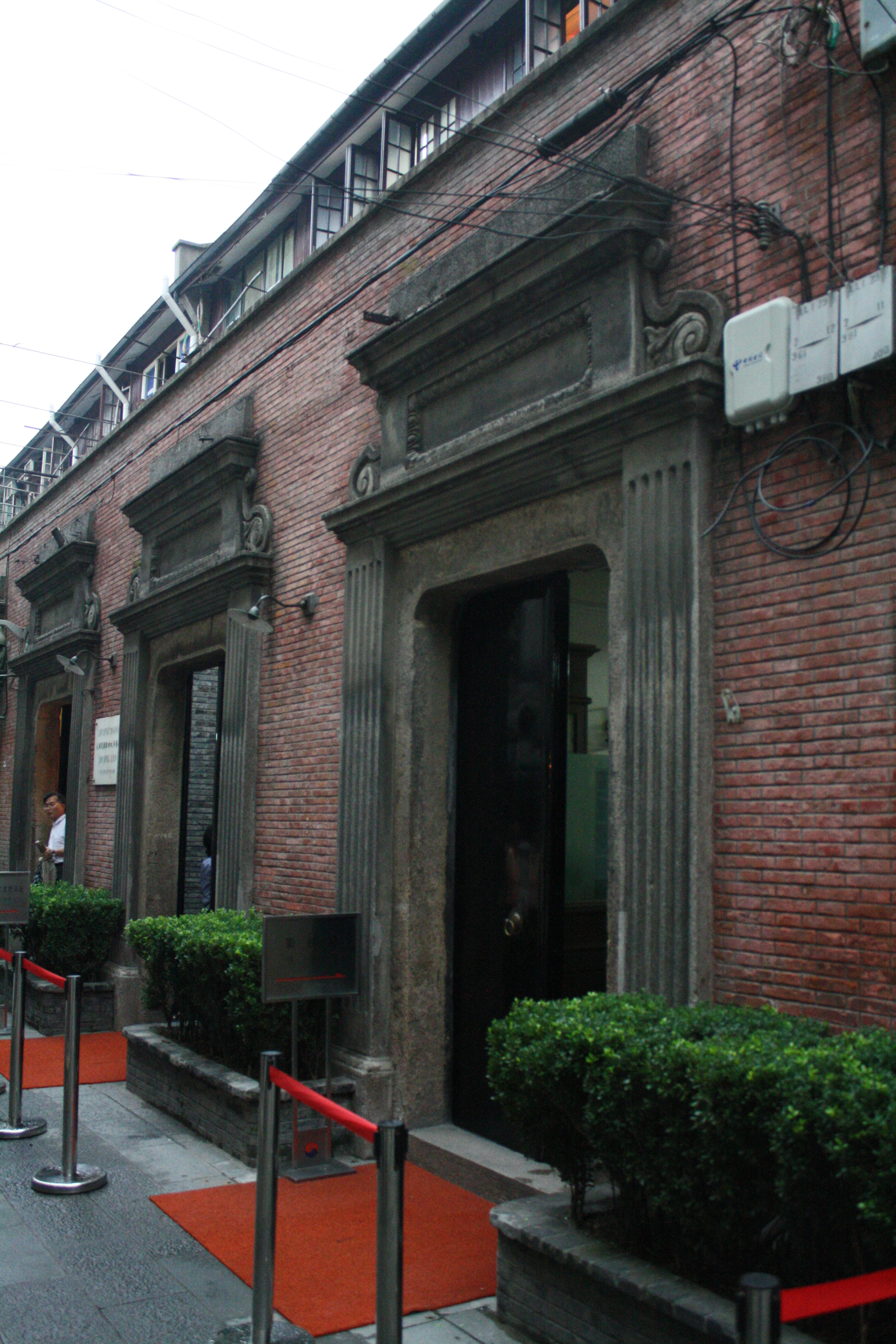
上海市の大韓民国臨時政府跡

1919年9月に統合された臨時政府は国務総理に李東輝を選出し、1920年に李東輝が臨時政府を去ると李東寧・申圭植・盧伯麟が国務総理代理を引き受けた。国務総理代理体制は1922年9月、李承晩の大統領制に改編され、1925年には朴殷植を大統領に選出した。1926年末に構成された金九内閣は1927年、集団指導体制である国務委員制に改編した。
大韓民国臨時政府の地方組職は朝鮮国内の連通府と交通局があり、海外には居留民団組職があった。連通府と交通局は朝鮮北西地方に結成され、江原道と忠清道の一部には大韓独立愛国団、中部以南では大韓民国青年外交団が代行した。この時大同団、ソウルの大韓民国愛国婦人会、平壌の大韓愛国婦人会・大韓赤十字会も大韓民国臨時政府と関係で活動した。また、居留民団組職は上海などの中国本土にのみ存在し、アメリカとメキシコ・フランスでは大韓人国民会の組職、満州では大韓民国臨時政府傘下に結成されていた西間島の西路軍政署と北間島の北路軍政署の組職が各自代理した。戦争終結直前の地方組職は重慶の居留民団と米州の大韓人国民会、中国本土に点在する光復軍となっていた。
中央組職は1940年9月光復軍司令部を設置し、国務委員会は主席・金九、内務・趙琬九、外務・趙素昻、軍務・趙成煥、法務・朴賛翊、財務・李始榮、秘書長・車利錫で構成され、顧問制度を採択して宋秉祚・洪震が推戴された。1944年には国務委員会と行政各部の二重構造に改編された。政府職員は1945年3月に109人であり、重慶在留の韓国人は600人位だった。

## 財政
財政的には、初期には1920年にモスクワに派遣された全権大使の韓馨權（한형권）が、朝鮮独立運動を支持するウラジーミル・レーニンから当時の金額で200万ルーブルの無償援助を受け、純金で支給されるなど、潤沢な資金があったが、次第に強盗行為なども行うようになった。1938年以降は中国政府から臨時政府に支給された支援金が主な財源であった。

## 指導理念
1919年4月11日、「大韓民国臨時憲章」を採択し「大韓民国は民主共和制とすること」と規定した。9月11日大韓民国臨時憲法が成立し、1944年4月までに5回の改憲が行われている。しかしこれらの憲法はほとんど組織構成の規定しか持たないものであった。
大韓民国臨時政府は独立運動各党派が合流して設立された経緯から、意見の統一は困難であった。特に民族主義派と共産主義派の対立は深刻であり、蒋介石の介入で金九が主導権を握ると、1940年5月に以下の党議を発表した。
我が韓国は五千年の自主独立の国家である。日本の強占のもとに置かれ、敵の政治的蹂躙、経済の破滅、文化の抹殺にあい、死滅の道を歩んできた。内では民族の自立を実現できず、外では世界の共栄を図ることができなかった。本党は、ここに革命的手段をもって日本の侵略勢力を撲滅し、国土と主権を完全に回復する。政治・経済・教育の平等の下で、新たな民主国家を建設する。内では国民個人の平等な生活を確保し、外では民族と民族、国家と国家のあいだの平等を実現し、さらに、世界は一つであるという路線に向かって踏み出す。
11月28日には「大韓民国建国綱領」が発表された。これは趙素昴の影響が強く、社会民主主義的な国家像を目指したものであった。
また、1936年に安益泰がウィーンで作曲した愛国歌を国歌として採用した。この愛国歌は大韓民国の国歌として継承される（異説有）。

## 歴代の首班

### 大統領一覧
| 大韓民国臨時政府大統領 |        |                           |              |
| 1                      | 李承晩 | 1919年4月10日 - 1925年3月 | 1925年に弾劾 |
| 2                      | 朴殷植 | 1925年                    | 1925年に病死 |
| 3                      | 李相龍 | 1925年 - 1926年           |              |
| 4                      | 李東寧 | 1926年                    |              |
| 5                      | 洪震   | 1926年8月-12月            |              |
| 6                      | 金九   | 1926年12月 - 1927年3月    |              |
| 7                      | 金九   | 1927年3月 - 1927年8月     |              |
| 8                      | 李東寧 | 1927年8月 - 1930年        |              |
| 9                      | 李東寧 | 1930年 - 1933年           |              |
| 10                     | 梁起鐸 | 1933年 - 1935年           |              |
| 11                     | 李東寧 | 1935年 - 1939年           |              |
| 12                     | 李東寧 | 1939年 - 1940年3月        | 1940年に病死 |
| 13                     | 金九   | 1940年3月 - 1940年9月     |              |
| 14                     | 金九   | 1940年9月 - 1944年4月     |              |
| 15                     | 金九   | 1944年4月 - 1947年3月3日  |              |
| 16                     | 李承晩 | 1947年3月3日 - 1947年9月  |              |
| 17                     | 李承晩 | 1947年9月 - 1948年8月15日 |              |

### 副大統領一覧
| 大韓民国臨時政府副大統領 |        |                           |      |
| 1                        | 金奎植 | 1940年10月 - 1944年 4月   | 新設 |
| 2                        | 金奎植 | 1944年4月- 1947年3月3日   |      |
| 3                        | 金九   | 1947年3月3日 - 1947年9月  |      |
| 4                        | 金九   | 1947年9月 - 1948年8月15日 |      |

## 日本内地における活動
戦前日本在住朝鮮人関係新聞記事検索に大韓民国臨時政府関連の活動が掲載された。

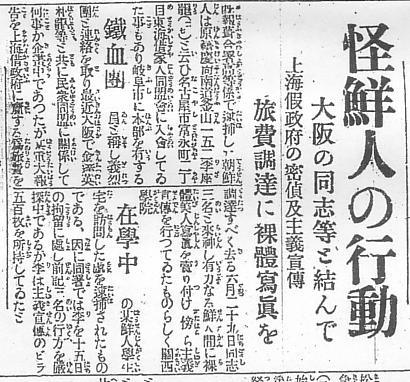
神戸又新日報（大正13年7月28日）

1. 『不逞の徒と気脈を通じ内地に潜める魔の手/在京鮮人七百余名中上海仮政府に縁ある者二割』 神戸新聞 1920/8/27 〔7/8〕 東京・東京 【民族運動】
2. 『怪鮮人東上/自称上海仮政府の外務大臣/内鮮融和の偉大を米国に見せつくる為めか？』 京城日報 1921/8/17 〔4/1〕 下関・山口 【警備】
3. 『労働争議と不逞鮮人何等の関係もない/上海仮政府は財政難に弱る』 大阪朝日 1921/8/21 夕 〔2/1〕 神戸・兵庫 【労働運動】
4. 『不逞鮮人崔の自白から判明した事実/上海仮政府の計画も明察し、内地在住の一味も知れた』 神戸又新日報 1921/11/11 〔7/10〕 東京・東京 【民族運動】
5. 『上海仮政府の密使東上/大阪で落合うて』 大阪朝日 1921/12/1 夕 〔2/7〕 大阪・大阪 【民族運動】
6. 『一鮮人の口から洩れた不逞鮮人の陰謀/上海仮政府の内情暴露（門司）』 門司新報 1921/12/25 〔1/2〕 北九州・福岡 【民族運動】
7. 『篠山峠で朋輩に殺された/飴売り鮮人/三篠に居て上海仮政府関係者/犯人挙らば事件拡大？』 中国 1922/7/9 〔〕 広島・広島 【警備】
8. 『笹島町署逮捕の 怪鮮人は不逞漢 I 團に属する「漢鐘旭」 上海仮政府と氣脈を通ず』 新愛知 1922/8/27 〔 〕 ・愛知 【】
9. 『友禅職工に化けた不逞鮮人の一旗頭/上海仮政府の隠密/同志の統合に失敗し何れへか姿を晦す』 九州日報 1923/2/2 夕 〔1/2〕 京都・京都 【民族運動】
10. 『怪鮮人密書事件の黒幕に妖美人/上海仮政府重要委員を父として鄭を愛人とする金玉華/李、鄭は近く警視庁護送』 神戸又新日報 1923/4/25 〔7/10〕 神戸・兵庫 【民族運動】
11. 『上海仮政府の密使と称する鮮人/県特高課の手に捕はる』 大阪朝日 1923/6/12 神付 〔1/8〕 神戸・兵庫 【民族運動】
12. 『怪鮮人は春画を売って上海仮政府へ走らうとした不逞の徒』 神戸新聞 1924/7/27 〔6/3〕 神戸・兵庫 【民族運動】
13. 『怪鮮人の行動/大阪の同志等と結んで上海仮政府の密偵及主義宣伝/旅費調達に裸体写真を』 神戸又新日報 1924/7/27 〔7/10〕 神戸・兵庫 【民族運動】
14. 『何時内地へ潜行したか/上海仮政府の鮮人巨魁内地の情勢を隈なく探って再び上海へ帰る途中を水上署で捕る』 神戸新聞 1927/11/12 夕 〔2/1〕 神戸・兵庫 【社会】
15. 『上海仮政府の不逞鮮人幹部捕はる/使命を果たして上海に帰るべく乗船間際に神戸水上署に』 大阪毎日 1927/11/12 〔7/4〕 神戸・兵庫 【民族運動】
16. 『上海仮政府幹部/不逞鮮人捕はる/乗船間際を神戸水上署に』 中国 1927/11/13 〔〕 神戸・兵庫 【民族運動】
17. 『上海仮政府のマークや暗号電文所持/兵庫駅の掻払ひ鮮人、重大な秘密を包むか』 神戸新聞 1928/7/4 夕 〔2/6〕 神戸・兵庫 【社会】
18. 『上海仮政府と通じ在京鮮人の不穏計画/一味に明治中央大学の学生闘士派遣から発覚』 九州日報 1934/6/17 〔1/7〕 東京・東京 【民族運動】
19. 『上海仮政府の手先ら捕はる/委員長の密使に唆かされ渡航の準備中を』 大阪朝日 1934/6/17 〔11/7〕 東京・東京 【民族運動】
20. 『上海仮政府と結ぶ3鮮人検挙さる、金鉱成金の長男をシンパに大々的補給を策す』 社会運動通信 1934/6/19 〔2/1〕 東京・東京 【共産主義】

## 承認問題
臨時政府は成立直後から政府としての国民党政府（中華民国）に承認を求めていたが、国民党政府は構成員の能力と資質の不足を理由に承認しなかった。1941年に太平洋戦争が勃発すると、臨時政府は国民党政府だけではなく連合国に対しても承認を求める動きを活発化させた。1941年に金九の念願であった臨時政府が公式の亡命政府として認められようとしたとき、国民党政府はその期待を無視して、臨時政府に「韓国光復軍行動準縄」を強き、中国軍の参謀総長の統制下に置いた。アメリカ国務省文書によると、臨時政府の趙素昻外相が駐華アメリカ大使に、「日本崩壊の後、朝鮮半島を宗主権の中に再び組み入れようとする中国の欲望のためだ」「中国が日本の降伏後に、再び韓国を中国の宗主権の下に置こうとしているためかもしれない」と訴え、中国が朝鮮半島の宗主権を復元しようとしているという説明をおこなった。1942年、国民党政府は他の国より早く承認するという原則を定めたが、アメリカの承認拒否によって国民党政府による承認も結局行われなかった。

## 解体
1945年8月、ソ連対日参戦が起きると、ソビエト連邦軍は朝鮮半島に迫って来たが、アメリカは朝鮮半島問題についての取り扱いを全く考えていなかった。ソ連軍は8月24日の段階で38度線に到達し、アメリカ軍が釜山に上陸したのは9月8日であった。朝鮮総督府はソ連ではなく米国に朝鮮半島の統治を委譲するために、朝鮮総督府政務総監の遠藤柳作が有力な朝鮮独立運動家である呂運亨に協力の要請を行った。呂は宋鎮禹や安在鴻などの独立運動家たちと朝鮮総督府から警察権や行政権を与えられた朝鮮建国準備委員会を経て、朝鮮人民共和国を樹立した。大韓民国臨時政府も新政府に参加をするが、朝鮮共産党などの各派閥と対立を引き起こして、新政府を短期間で瓦解させる一因となった。その後、朝鮮半島を統治する在朝鮮アメリカ陸軍司令部軍政庁により大韓民国臨時政府は解体された。

## 評価
国際的には大韓民国臨時政府は連合国からも枢軸国からも国家承認を受けられなかった。戦後も朝鮮半島の政府として帰国することはできず、すべての連合国が参加した国際連合の原加盟国となることもできなかった。また大韓民国政府の要求にもかかわらずサンフランシスコ講和会議など諸講和会議への参加もできなかった。

### 大韓民国国内での評価
1948年に成立した大韓民国は1948年憲法（第一共和国憲法）の前文で「己未三一運動で大韓民国を建立して世界に宣布した偉大な独立精神を継承し」と臨時政府の精神を継ぐと表記し、その後の改正でも継承され、現在の第六共和国憲法の前文でも触れられている。だが、その大韓民国成立について、国内の教育機関では1919年と教えているが、国際法上ならびに外交上では1948年と公式に認めている。また、詳細は後述するが、韓国の進歩派・左派は「大韓民国は1919年に建国されており、主権国家の樹立は1948年にあたる」と認識している。
李栄薫は、韓国の歴史教科書や研究書では、1920年代から満洲・中国で独立戦争が繰り広げられ、1944年に大韓民国臨時政府のある上海で光復軍（大韓民国臨時政府の軍事部門）として統合再編され、連合軍と合同して朝鮮への進撃を準備したところ、アメリカが原子爆弾を投下し、機会を逸したと惜しむ叙述で書かれており、例えば韓国の国定教科書（1985年版）には、「連合軍が日本に原爆を投下し、一九四五年八月一五日に日本が無条件降伏を行ったことから、光復軍は同年の九月に国内への進入を実行しようとの計画を実現できないまま光復の日を迎えてしまった」とあるが、実際は、満州・中国で日本軍と独自の戦闘を行ったのは、3・1運動後の1920年の1年限りであり、「すべてが過大評価であり、実態とはかけ離れた叙述」として以下の理由を挙げており、「我が民族が、アジアと太平洋のヘゲモニーをめぐって日本とアメリカが行った戦争のお陰で、アメリカによって解放されたというのは紛れもない事実」「我が民族は、アメリカが日本帝国主義を強制的に解体したはずみで解放されたのです。自分の力で解放されたのではありません。今日、韓国の若者たちは、こうしたことを言うと苦々しく思うかもしれませんが、この点を冷静に正面から見つめなければなりません」と述べている。主な要点を列記すると下記の通りとなる。
1. 3・1運動後、金佐鎮将軍の北路軍政署と洪範図将軍の西路軍政署は合流して、鳳梧洞戦闘と青山里戦闘において戦果を挙げたが、その後日本軍の追撃を受け、沿海州のアレキセーフスクに退却したが、独立軍のヘゲモニーをめぐって内紛が勃発、ソ連軍が独立軍の武装解除を強要し、数百名が射殺される自由市惨変が発生、それ以後、遊撃戦・陣地戦関係なく、独自の戦線を形成することはなかった。
2. 1930年代に中国共産党統制下の東北抗日聯軍と八路軍所属の朝鮮人の闘争が展開されるが、あくまで日本と中国の戦争の一環であり、例えば、金日成より上位の連隊長だった東北抗日聯軍の楊靖宇将軍は、瀋陽の歴史博物館に楊靖宇の抗日闘争の絵画が展示してあるが、そこに朝鮮出身という文字はない。
3. アメリカ・ソ連・中国など連合国のいかなる政府も大韓民国臨時政府を承認せず、独自の軍事活動を認めず、大韓民国臨時政府の信任は国際的承認を受けるほど高くなく、独立運動は理念・路線をめぐってやたらと分裂していた。
4. 大韓民国臨時政府を支援した中国国民党は、将来日本から解放される朝鮮における自らの損得勘定を行い、1941年に「韓国光復軍行動準備」を大韓民国臨時政府に強いて、光復軍を中国軍の参謀総長統制下に置き、これに関して大韓民国臨時政府の趙素昴外相は、駐華アメリカ大使に「中国が日本の降伏後に、再び韓国を中国の宗主権の下におこうとしているためかもしれない」という説明を行い、これらの立場は中国共産党もソ連も同じであり、将来日本から解放される朝鮮に、利害関係を持つ強国間の緊張関係が早期に形成され、解放前後にこれらの緊張関係に基づく国際秩序に率先的に参加或いは発言権を確保した朝鮮人政治勢力は存在せず、朝鮮はあくまでも日本の付属領であった。

### 朝鮮民主主義人民共和国での評価
現在の朝鮮民主主義人民共和国では臨時政府を「大衆的基盤がなく、誰からも承認されなかった政府」「親米事大的」「派閥争いと内閣改造劇を絶えず展開した亡命集団」と評される。また、臨時政府の要人たちは「独立請願運動」をしながら、海外の朝鮮人から「人頭税」「公債」などの名目で多くの金品を集め、腐敗堕落した生活を送ったという。さらに、臨時政府内では「反共」の思想が浸透したため、臨時政府は金日成が組織した抗日武装闘争を妨害し、共産主義者たちに対してテロ行為を行った集団であると位置付けられる。

### アメリカ合衆国での評価
アメリカ合衆国は臨時政府の存在を主権国家として認定しておらず、大韓民国の成立は1948年だった、としている。このためアメリカは、金九の民族主義的勢力は認めなかったが、他方で、金奎植などの臨時政府の要人たちを多くはアメリカ軍政の下でも起用し、臨時政府の流れをくむものの金九の政敵であった李承晩の政権が成立するように仕向けている。
このように連合国によって独立を与えられたという事実に対して、韓国では矛盾する二つの姿勢が見られる。ひとつは「韓国は自ら独立を勝ち取った」という主張である。これは例えば国定教科書に見られ、対日宣戦布告等を過度に強調する傾向にある。もうひとつは「自らの手で独立する機会を永久に失った」という見方である。こうしたルサンチマンが、韓国の反日主義の原動力の一つとなっている。

### 日本での評価
小室直樹は「韓国の悲劇」として、カイロ会談が朝鮮の日本支配からの自立をうたうものの「しかるべき順序をとって」といった語句が付加されていることや、ヤルタ会談においては朝鮮解放後、米英中ソで信任統治を暫くの間続けるといった合意に、ルーズベルトがその期間を40年から50年と考えていたことなどを指摘し、アメリカ政府が朝鮮人民の自治能力について不信であったがゆえに、戦後の朝鮮統治を、旧朝鮮総督府に委任したと説明し、1945年9月9日に米朝鮮占領軍司令官ジョン・R・ホッジ中将が朝鮮総督府の阿部信行大将ら日本人官吏の留任を発表して、その後、朝鮮民衆の反発を受けてアメリカ政府が留任を撤回したという経緯を指摘する。小室が指摘する「韓国の初期状態」に対して、戦後の朝鮮統治をアメリカが旧朝鮮総督府に託したのは朝鮮統治に当たったアメリカ人たちが、日本についての教育だけを受けていたからであるという反論もある。つまり本来は日本統治に投入される予定だった約2,000名のアメリカ人民政官僚は日本の文化と言語に精通していたが、日本で軍政の代わりに天皇制を活用した日本政府自体を利用することと決定して彼らは不要になったので、急遽、予備知識の無い朝鮮半島に回されたというのである。そのため一時的に朝鮮でも旧朝鮮総督府を重用することになったという説明である。
浅羽祐樹は、国家の成立要件として、一定の領域、住民に対して実効支配を及ぼす政府の存在が挙げられ、大韓民国臨時政府はこの要件を満たさず、大韓民国臨時政府を承認した国は、大韓民国臨時政府を支援した中華民国を含めて一つも存在せず、戦勝国としてサンフランシスコ講和会議に招かれることもなく、「朝鮮独立」はサンフランシスコ講和条約で初めて承認され、「『光復』は『臨時政府』の軍事部門にあたる『光復軍』などによる『抗日闘争』を通じて自ら勝ち取ったというよりは、日本の敗戦によって『盗人のように（何の前触れもなく）突然やってきた』というのが実態」と述べている。また、浅羽は、韓国の進歩派・左派では「大韓民国は1919年に建国された」という歴史認識があり、実際の歴史事実では1919年は大日本帝国の一領域に過ぎなかったが、進歩派・左派の歴史認識では、この歴史的事実こそ「日帝強占」による「歪曲」であるため「正す」べきものであり、「正しい」歴史では、大韓帝国は国権を喪失することなく存続しなければならず、例えば李明博・朴槿恵の保守政権が「1948年は憲法が制定され、大韓民国が建国」「1945年の光復」を祝うべきとしたところ、進歩派・左派が建国は1919年であり、1948年は政府樹立に過ぎないと反発、文在寅は政権交代後、1948年説を盛り込んだ国定「正しい歴史教科書」を廃止したが、それは朴槿恵政権による「歴史歪曲」を「正し」、「歪曲」を「正す」ことが歴史の「進歩」なのであり、自分たちはその闘いを先導しているという自負が進歩派・左派の「国家の正統性」であると指摘している。その上で浅羽は、現行の大韓民国憲法前文には「我ら大韓国民は3．1運動によって建立された大韓民国臨時政府の法統」を「継承」すると書かれているが、この文言は、民主化運動中での1987年に憲法改正時に盛り込まれたが、文在寅韓国大統領は、憲法改正により「1919年建国」を憲法前文に書き込むことを目指し、2019年を「建国100周年」にしたがっている、と指摘している。
『読売新聞』2017年12月18日社説は、文在寅が2017年12月に中国を訪問した際に大韓民国臨時政府庁舎跡を訪問したことを「内陸部の重慶では、日本の朝鮮半島統治期に独立運動の拠点となった『大韓民国臨時政府』の庁舎跡を訪問した。植民地支配からの解放を勝ち取ったという独善的な歴史観を広めたいのだろうか」と述べた。文在寅はこの訪問の中で重慶の大韓民国臨時政府について「韓国の根であり、建国の始まりだ」と述べた。なお、前大統領の朴槿恵は上海の方の大韓民国臨時政府庁舎跡を訪問していた。

## 臨時政府旧址
上海
- 一大会址・新天地駅（大韓民国臨時政府旧址へは馬当路を北へ徒歩5分）住所：黄浦区馬当路306弄4号
- 一大会址・黄陂南路駅（旧址へは馬当路を南へ徒歩10分）

重慶
- 渝中区[47]